# Suaeda linearis
Suaeda linearis là loài thực vật có hoa thuộc họ Dền. Loài này được (Elliott) Moq. miêu tả khoa học đầu tiên năm 1840.